# Chalcionellus prolixus
Chalcionellus prolixus é uma espécie de insetos coleópteros polífagos pertencente à família Histeridae.
A autoridade científica da espécie é Reichardt, tendo sido descrita no ano de 1932.
Trata-se de uma espécie presente no território português.